# Port lotniczy Aalborg
Port lotniczy Aalborg (duń. Aalborg Lufthavn) – port lotniczy w północnej Danii, na Nørrejyske Ø, na północ od Aalborgu, trzeci pod względem wielkości w kraju.
Port należy do linii SAS; obsługuje też Maersk Air, Cimber Air i Sun-Air/British Airways. Oferuje loty pasażerskie do Kopenhagi, Billund, Oslo i Kristiansand.
Kodem IATA portu jest AAL.

## Linie lotnicze i połączenia
| Linia lotnicza               | Kierunek |
| ---------------------------- | --- |
| Air Baltic                   | Sezonowo: 1. Gran Canaria (od 3 grudnia 2023)                                                                                 |
| Atlantic Airways             | Sezonowo: 1. / Vágar |
| Braathens Regional Airlines  | Sezonowe czartery: 1. Antalya 2. Chania 3. Gran Canaria 4. Rodos                                                              |
| Corendon Airlines            | Sezonowo: 1. Antalya |
| DAT                          | 1. Kopenhaga 2. Bornholm |
| KLM                          | 1. Amsterdam |
| Norwegian Air Shuttle        | 1. Kopenhaga 2. Malaga Sezonowo: 1. Alicante 2. Barcelona 3. Palma de Mallorca 4. Teneryfa-Południe (od 31 października 2023) |
| Pegasus Airlines             | Sezonowo: 1. Antalya |
| Play                         | Sezonowo: 1. Reykjavík-Keflavík                                                                                               |
| Ryanair                      | 1. Londyn-Stansted Sezonowo: 1. Kowno                                                                                         |
| Scandinavian Airlines System | 1. Kopenhaga 2. Oslo-Gardermoen Sezonowo: 1. Newark 2. Sälen-Trysil                                                           |
| Sunclass Airlines            | Sezonowe czartery: 1. Gran Canaria 2. Palma de Mallorca 3. Teneryfa-Południe                                                  |
| SunExpress                   | Sezonowo: 1. Antalya |
| Volotea                      | Sezonowo: 1. Neapol |